# 키클롭스 (사티로스극)
《키클롭스》(그리스어: Κύκλωψ , Kyklōps)는 에우리피데스가 지은 고대 그리스의 사티로스극으로 현존하는 사티로스극 중에 유일하게 전편이 완전하게 전하고 있는 작품이다. 이 작품은 호메로스의 오디세이아 9권에 등장하는 이야기를 익살스럽고 재미있게 꾸민 이야기이다.

## 배경
오디세우스는 트로이아 전쟁이 끝나고 난 뒤 고향으로 돌아가는 길을 잃어버리고 만다. 오디세우스와 그의 굶주린 선원들은 아에트나 산이 있는 시칠리아 섬에 상륙한다. 한편 이 섬에는 키클롭스가 살고 있었다. 오디세우스와 선원들은 사티로스들과 그들의 아버지인 실레누스(Silenus)를 만나게 되는데, 이들은 자신들이 섬기는 신 디오니소스와 떨어져서 키클롭스(오디세이아에서는 폴리페모스라는 이름으로 등장한다.)의 노예가 된 상태였다. 사티로스들과 실레누스는 원작 오디세이아의 이야기에서는 등장하지 않는다. 사티로스들이 등장함에 따라 이들의 겁 많은 모습과 만취한 행동들로 인해 이야기는 우스꽝스러워진다.

## 내용
오디세우스는 섬에 도착하여 실레누스와 만나게 된다. 이에 오디세우스는 실레누스에게 자신들이 가지고 있는 와인과 식량을 교환할 것을 청한다. 술의 신 디오니소스의 권속으로서 실레누스는 자신들이 바꿔줄 식량이 없음에도 불구하고 오디세우스의 요구를 거절하지 못한다. 그러는 와중에 키클롭스가 등장하고 실레누스는 재빨리 오디세우스가 식량을 훔쳤다고 고자질하고는 많은 신들에게 사티로스들(바로 실레누스 옆에 서 있던)의 목숨을 걸고 자신이 진실을 말한다고 맹세한다. 한편 실레누스의 아들들 중 하나이자 가장 젊은 사티로스들 중 한명은 오디세우스를 구하기 위해 키클롭스에게 진실을 말하려 한다. 한바탕 큰 소란이 있은 후에 키클롭스는 오디세우스와 그의 선원들을 자신의 동굴 안으로 끌고 가서 그들 일부를 잡아먹는다. 오디세우스는 몰래 빠져나오려다가 자신이 가지고 왔던 술을 보고 무엇인가 깨닫는다. 오디세우스는 키클롭스를 술에 취하게 하는 계략을 꾸민다. 오디세우스는 키클롭스가 술에 취해 인사불성이 되었을 때 거대한 부지깽이를 이용해 키클롭스의 눈을 찔러버릴 계획을 세운다.
키클롭스와 실레누스는 같이 술을 마시기 시작하고 실레누스는 술독을 독차지 하고 술을 마시려 한다. 키클롭스가 취했을 때, 키클롭스는 신들이 보인다고 말하며 실레누스를 가니메데(아름다운 미소년으로 제우스가 그로 하여금 신의 궁전에서 술을 따르게 하는 역할을 맡긴다.)라고 부른다. 키클롭스는 실레누스를 그의 동굴로 데리고 가서 그에게 성적인 행동을 하려는 듯한 모습을 보인다. 오디세우스는 그의 계획의 다음 단계를 시작한다. 오디세우스는 사티로스들에게 도움을 청하나, 정작 시간이 되었을 때 사티로스들은 뒷걸음질 치면서 바보 같은 변명만을 늘어놓는다. 화가 난 오디세우스는 사티로스 대신 자신의 선원들의 도움을 받아 키클롭스의 눈을 지져버린다.
오디세우스는 이전에 키클롭스에게 자신의 이름이 아무도 아닌(Noman), 누구도 아닌(Nobody)과 같은 뜻의 그리스어 오우티스(outis) 혹은 메티스(mētis)라고 가르쳐 주었다. 그래서 키클롭스가 누가 자신의 눈을 멀게 했느냐고 외칠 때 소리는 "아무도 내 눈을 멀게 하지 않았다.(No man blinded me)"로 들리게 된다. 이러한 우스운 점 외에도 아무도 아닌(그리스어로는 mētis)이라는 단어는 현명함 혹은 예술이라는 뜻을 가지고 있는데 번역이 되면서 뜻이 제대로 전해지지 않는 아쉬움이 있다. 사티로스들은 눈이 먼 키클롭스를 조롱하며 흥청망청 거린다. 그러나 오디세우스는 이 모든 것을 이뤄놓고 한 가지 실수를 저지르는데, 자신에 대한 자부심이 너무 큰 나머지 자신의 진정한 이름을 밝혀버린다. 오디세우스와 그의 선원들은 이후 탈출에 성공하는데, 오디세우스가 자신의 이름을 밝혀버렸기 때문에 그는 이후 고향으로 가는 여행에서 무수한 고난과 맞닥뜨리게 된다. (키클롭스는 포세이돈의 아들이기 때문이다.)

## 같이 보기
- 키클롭스

## 참고 문헌
- 에우리피데스, 천병희 역, 『에우리피데스 비극 전집 2』511~546쪽, 도서출판 숲, 2009.